# Тургенев, Арсений Дмитриевич
Арсе́ний Дми́триевич Турге́нев (28 февраля 1898, Ардатов, Ардатовский уезд, Симбирская губерния, Российская империя — 20 октября 1982, Йошкар-Ола, Марийская АССР, РСФСР, СССР) — советский деятель сельского хозяйства, агроном. Директор Марийской сельхозопытной станции (1945—1947), главный агроном по науке Министерства сельского хозяйства Марийской АССР (1950—1975). Заслуженный агроном РСФСР (1960). Член КПСС.

## Биография
Родился 28 февраля 1898 года в г. Ардатов ныне Мордовии.
В 1930 году окончил Казанский сельскохозяйственный институт, в 1935 году  — там же аспирантуру.
В 1935—1941 годах — доцент, заведующий кафедрой агрономии, заместитель директора Марийской высшей сельскохозяйственной коммунистической школы.
В 1943—1944 годах — главный агроном Наркомата земледелия Марийской АССР.
В 1945—1947 годах — директор Марийской сельхозопытной станции.
В 1950—1975 годах — начальник отдела, главный агроном по науке Министерства сельского хозяйства Марийской АССР.
За вклад в развитие сельского хозяйства в 1960 году ему присвоено почётное звание «Заслуженный агроном РСФСР». Награждён медалями, в том числе дважды — бронзовой медалью ВДНХ, а также Почётной грамотой Президиума Верховного Совета Марийской АССР (трижды). 
Скончался 20 октября 1982 года в г. Йошкар-Оле Марийской АССР РСФСР.

## Трудовые звания и награды
- Заслуженный агроном РСФСР (1960)[1][2]
- Заслуженный агроном Марийской АССР (1957)[1][2]
- Бронзовая медаль ВДНХ (1966)[1][2]
- Медаль «За доблестный труд. В ознаменование 100-летия со дня рождения Владимира Ильича Ленина» (1970)
- Почётная грамота Президиума Верховного Совета Марийской АССР (1946, 1957, 1968)[1][2]